# Sebastian Busch
Sebastian Busch (* 22. Oktober 1992 in Erding) ist ein deutscher Eishockeyspieler, der seit Juni 2021 erneut beim TSV 1862 Erding aus der Eishockey-Bayernliga unter Vertrag steht.

## Karriere
Sebastian Busch begann seine Karriere als Eishockeyspieler in seiner Heimatstadt beim TSV 1862 Erding. Dort stand der Linksschütze in der Saison 2007/08 erstmals im Kader der Jugendmannschaft, die in der Jugend-Bundesliga antrat. In 28 Punktspielen gelangen ihm 21 Punkte, in den sechs Play-off-Partien zeichnete er immerhin für vier verantwortlich. Zur kommenden Spielzeit 2008/09 wechselte der gebürtige Erdinger zum EV Landshut. Hier kam Busch bereits im Junioren-Team, welches in der Deutschen Nachwuchsliga spielte, zum Einsatz. In seiner Premierensaison in der Dreihelmenstadt konnte er auf sieben Zähler verweisen. Busch steigerte in den beiden folgenden Spielzeiten seine Leistung jedoch erheblich und erreichte in der Hauptrunde jeweils 29 beziehungsweise 31 Punkte. In letztgenannter Saison – 2010/11 – war er maßgeblich am Gewinn der DNL-Meisterschaft, mit dem entscheidenden Siegtreffer im Penaltyschießen, beteiligt: Der Stürmer bereitete in neun Play-off-Spielen sieben Treffer vor und schoss drei Tore.
Konnte der Linksschütze bereits 2010/11 seinen ersten Auftritt in der Profimannschaft der Landshuter, den Cannibals, feiern – er lief für ein Play-off-Spiel in deren Dress auf, so gelang ihm erst in der darauf folgenden Spielzeit 2011/12 der Durchbruch in der ersten Mannschaft. Parallel unterstützte er auch in dieser Saison noch die Junioren-Mannschaft in der DNL. Ab 2015 spielte Busch bei den Bayreuth Tigers in der DEL2.
Nach fünf Jahren bei den Bayreuth Tigers wechselte Busch im April 2020 zurück zum EV Landshut. Ein Jahr später verließ er den EVL und kehrte zu seinem Heimatverein zurück, parallel wird er in der Physiotherapiepraxis seiner Familie arbeiten.

## Erfolge und Auszeichnungen
- 2011 Deutscher Nachwuchsmeister mit dem EV Landshut
- 2012 Meister der 2. Bundesliga mit den Landshut Cannibals

## Karrierestatistik
(Legende zur Spielerstatistik: Sp oder GP = absolvierte Spiele; T oder G = erzielte Tore; V oder A = erzielte Assists; Pkt oder Pts = erzielte Scorerpunkte; SM oder PIM = erhaltene Strafminuten; +/− = Plus/Minus-Bilanz; PP = erzielte Überzahltore; SH = erzielte Unterzahltore; GW = erzielte Siegtore; 1 Play-downs/Relegation; Kursiv: Statistik nicht vollständig)